# Trận đồ bát quái
Trận đồ bát quái là một bộ phim truyền hình được thực hiện bởi M&T Pictures do Chu Thiện làm đạo diễn. Phim phát sóng vào lúc 20h00 thứ 2 đến thứ 7 hàng tuần bắt đầu từ ngày 4 tháng 4 năm 2016 và kết thúc vào ngày 26 tháng 5 năm 2016 trên kênh THVL1.

## Nội dung
Trận đồ bát quái xoay quanh Hoàng Hải (Hoàng Phúc) là con trai duy nhất của ông chủ ngân hàng Minh Tâm nổi tiếng. Hoàng Hải yêu và muốn cưới Nhật Linh (Lê Phương) - cô giáo nghèo, chịu thương chịu khó, sống cùng em trai bệnh tự kỷ và người cha nghiện rượu. Mẹ Hoàng Hải phản đối vì cho rằng không môn đăng hộ đối. Vượt qua nhiều thử thách, Hoàng Hải và Nhật Linh đi đến cái kết: một đám cưới hạnh phúc. Niềm vui của họ càng được nhân lên khi Nhật Linh mang thai và hạ sinh Thành Thiên (Lương Thế Thành). Sóng gió bắt đầu nổi lên khi Hoàng Hải vô tình xét nghiệm huyết thống với Thành Thiên và biết rằng anh không phải cha đứa bé. Sự thật Thành Thiên là con của Gia Vĩ (Châu Thế Tâm) người bạn thân của Hoàng Hải, từng cưỡng bức Nhật Linh trong một lần nhóm bạn đi chơi cùng nhau. Hoàng Hải đau khổ vì cho rằng vợ và bạn thân phản bội, anh dần trở thành con người khác.

## Diễn viên
- Hoàng Phúc trong vai Hoàng Hải[5]
- Lê Phương trong vai Nhật Linh[6]
- Lương Thế Thành trong vai Thành Thiên[7][8]
- Hoàng Mai Anh trong vai Kim Ngân
- Minh Đức trong vai Bà Nguyệt
- Lan Phương trong vai Duyên
- Huy Cường trong vai Mạnh
- Đào Đức trong vai Ông Hưng
- Kỳ Thiên Cảnh trong vai Đại
- Lyna Trang trong vai Mộng Điệp
- Mỹ Dung trong vai Bà Nhàn
- Hồng Thắm trong vai Chị Hoài
- Nguyễn Minh Tuấn trong vai Tịnh Biên
- Nguyên Thảo trong vai Lụa
- Châu Thế Tâm trong vai Gia Vĩ
- Mai Trần trong vai Ông Hội

Cùng một số diễn viên khác....

## Ca khúc trong phim
- Trận đồ bát quái

Sáng tác: Phạm Hữu Tâm
Thể hiện: Diệu Hiền
- Ước nguyện an lành

Sáng tác: Phạm Hữu Tâm 
Thể hiện: Ngọc Liên

## Giải thưởng
| Năm  | Giải thưởng   | Hạng mục                                | (Người) đề cử   | Kết quả   | Tham khảo |
| ---- | ------------- | --------------------------------------- | --------------- | --------- | --------- |
| 2016 | Ngôi Sao Xanh | Nam diễn viên truyền hình xuất sắc nhất | Hoàng Phúc      | Đoạt giải | [ 9 ]     |
| 2016 | Ngôi Sao Xanh | Nam diễn viên truyền hình xuất sắc nhất | Lương Thế Thành | Đề cử     | [ 10 ]    |
| 2016 | Ngôi Sao Xanh | Nữ diễn viên truyền hình xuất sắc nhất  | Lê Phương       | Đề cử     | [ 10 ]    |
| 2016 | Ngôi Sao Xanh | Nữ diễn viên truyền hình xuất sắc nhất  | Lan Phương      | Đề cử     | [ 10 ]    |
| 2016 | Ngôi Sao Xanh | Gương mặt truyền hình triển vọng        | Lyna Trang      | Đề cử     | [ 10 ]    |